# Dva prokurora
Dva prokurora (in russo Два прокурора?, lett. "Due procuratori") è un film del 2025 diretto da Serhij Loznycja, adattamento cinematografico dell'omonimo racconto del 1969 di Georgij Demidov.
È stato presentato in concorso al 78º Festival di Cannes.

## Trama
Nel 1937, all'apice delle purghe staliniane, un giovane procuratore idealista, Korneev, si vede recapitare sulla scrivania una lettera che sarebbe dovuta andare bruciata come tutte quelle scritte dagli internati del sistema penale sovietico: si tratta infatti della supplica di un anziano detenuto, "Stepnjak", un bolscevico della prima ora ed ex professore di Korneev, che lamenta l'ingiusta e dura detenzione oltre che le torture subite. Scioccato, Korneev si reca di persona a Brjansk e si persuade della bontà delle sue affermazioni, scontrandosi col muro di gomma rappresentato dal personale carcerario. Ancora convinto che si tratti di un terribile errore giudiziario e di un abuso di potere da parte di ufficiali locali del NKVD, si reca a Mosca per perorare la causa di Stepnjak al suo diretto superiore, il procuratore generale dell'URSS Vyšinskij...

## Distribuzione
Il film è stato presentato in anteprima il 14 maggio 2025 al 78º Festival di Cannes. Sarà distribuito in Italia dalla Lucky Red.

## Critica
Il film ha ricevuto in Italia un'accoglienza critica generalmente positiva. Lorenzo Rossi su Cineforum scrive che "Two Prosecutors è senza dubbio il film di finzione di Loznitsa più risolto e rigoroso di sempre", mentre il critico cinematografico Aldo Spiniello su Sentieri Selvaggi nota che "nella messinscena di Two Prosecutors, lontano dalla materia viva della realtà e della storia, è come se Loznitsa introducesse un surplus di freddezza razionale, illuministica. Un prospettiva più netta, acuminata, tagliente. Ma forse, paradossalmente, meno incisiva".

## Riconoscimenti
- 2025 – Festival di Cannes
  - In concorso per la Palma d'oro